# 傲慢與偏見 (歌曲)
《傲慢與偏見》（英語：Pride and Prejudice）是一首1989年中文流行歌曲，收录在台湾女歌手陈淑桦的第二十八張专辑，《跟你說 聽你說》。这首歌是台湾唱片工业史上首张销量破百万专辑《跟你說 聽你說》的第三主打歌曲，也是她的金典著名作品之一，曾被郭靜翻唱過。

## 词曲
《傲慢與偏見》是由李宗盛作詞、作曲，編曲人為李正帆。歌词前半段讲述的是長久思念的告白，“我對你依然心存綺念，在夢中溫習你的容顏”，“一日不見萬分想念，如果你願意陪在我的身邊，我會每天疼你一千遍”。在歌词的后半段，描述愛情的付出與承諾，但是對方並沒做到，“太多的諾言我已疲倦”，“你說你將會為了愛我而改變，你說你將會愛我直到永遠，你說你要我再給你一點時間”。上下两段歌词表達：在愛情裏，看似弱者的，永遠最頑強，為了求得簡單的愛，因為傲慢與偏見，必須忍受多少隨之而來的雜質。

## 演唱者、录音室专辑、唱片公司、发行时间
| 演唱者 | 录音室专辑/精選輯 | 唱片公司 | 发行时间      | 附註 |
| ------ | ----------------- | -------- | ------------- | ---- |
| 陈淑桦 | 跟你說 聽你說     | 滚石唱片 | 1989年11月2日 | 原唱 |
| 郭靜   | 致純靜            | 福茂唱片 | 2013年8月30日 | 翻唱 |